# Bieg na 1000 metrów
Bieg na 1000 metrów – lekkoatletyczna konkurencja biegowa, zaliczana do biegów średnich. Na otwartym stadionie 1000m odpowiada dwa i pół okrążenia.
Ten nietypowy dystans jest bardzo rzadko rozgrywany, brany jest tylko pod uwagę na niektórych mityngach lekkoatletycznych, gdzie często zawodnicy robią sobie sprawdzian przed startami na innych dystansach. Jest również rozgrywany jako jedna z konkurencji siedmioboju mężczyzn na hali. Nie ma go na żadnych imprezach mistrzowskich

## Najlepsi zawodnicy wszech czasów

### mężczyźni
Poniższa tabela przedstawia listę 10 najlepszych biegaczy na 1000 m w historii tej konkurencji (stan na 8 września 2024 r.)
- zobacz więcej na stronach World Athletics

### kobiety
Poniższa tabela przedstawia listę 10 najlepszych biegaczek na 1000 m w historii tej konkurencji (stan na 11 lipca 2025 r.)
- zobacz więcej na stronach World Athletics

## Najlepsi zawodnicy wszech czasów w hali

### mężczyźni
Poniższa lista przedstawia 10 najszybszych zawodników na 1000 metrów w hali (stan na 15 lutego 2025 r.)
- zobacz więcej na stronach World Athletics

### kobiety
Poniższa lista przedstawia 10 najszybszych zawodniczek na 1000 metrów w hali (stan na 30 sierpnia 2023 r.)
- zobacz więcej na stronach World Athletics

## Chronologia rekordu świata w biegu na 1000 metrów

### Mężczyźni[1]
| Wynik   | Zawodnik            | Reprezentacja     | Data                      | Miejsce        |
| ------- | ------------------- | ----------------- | ------------------------- | -------------- |
| 2:32,3h | Georg Mickler       | Niemcy            | 22 czerwca 1913(dts)      | Hanower        |
| 2:29,1h | Anatole Bolin       | Szwecja           | 22 września 1918(dts)     | Sztokholm      |
| 2:28,6h | Sven Lundgren       | Szwecja           | 27 września 1922(dts)     | Sztokholm      |
| 2:26,8h | Séra Martin         | Francja           | 30 września 1926(dts)     | Colombes       |
| 2:25,8h | Otto Peltzer        | Niemcy            | 18 września 1927(dts)     | Colombes       |
| 2:23,6h | Jules Ladoumègue    | Francja           | 19 października 1930(dts) | Paryż          |
| 2:21,5h | Rudolf Harbig       | III Rzesza        | 24 maja 1941(dts)         | Drezno         |
| 2:21,4h | Rune Gustafsson     | Szwecja           | 4 września 1946(dts)      | Borås          |
| 2:21,4h | Marcel Hansenne     | Francja           | 27 sierpnia 1948(dts)     | Göteborg       |
| 2:21,3h | Olle Åberg          | Szwecja           | 10 sierpnia 1952(dts)     | Kopenhaga      |
| 2:21,2h | Stanislav Jungwirth | Czechosłowacja    | 26 października 1952(dts) | Stará Boleslav |
| 2:20,8h | Mal Whitfield       | Stany Zjednoczone | 16 sierpnia 1953(dts)     | Eskilstuna     |
| 2:20,4h | Audun Boysen        | Norwegia          | 17 września 1953(dts)     | Oslo           |
| 2:19,5h | Audun Boysen        | Norwegia          | 18 sierpnia 1954(dts)     | Gävle          |
| 2:19,0h | Audun Boysen        | Norwegia          | 30 sierpnia 1955(dts)     | Göteborg       |
| 2:19,0h | István Rózsavölgyi  | Węgry             | 21 września 1955(dts)     | Tatabánya      |
| 2:18,1h | Dan Waern           | Szwecja           | 19 września 1958(dts)     | Turku          |
| 2:17,8h | Dan Waern           | Szwecja           | 21 sierpnia 1959(dts)     | Karlstad       |
| 2:16,7h | Siegfried Valentin  | NRD               | 19 lipca 1960(dts)        | Poczdam        |
| 2:16,6h | Peter Snell         | Nowa Zelandia     | 12 listopada 1964(dts)    | Auckland       |
| 2:16,2h | Jürgen May          | NRD               | 20 lipca 1965(dts)        | Erfurt         |
| 2:16,2h | Franz-Josef Kemper  | RFN               | 21 września 1966(dts)     | Hanower        |
| 2:16,0h | Danie Malan         | Południowa Afryka | 24 czerwca 1973(dts)      | Monachium      |
| 2:13,9h | Rick Wohlhuter      | Stany Zjednoczone | 30 lipca 1974(dts)        | Oslo           |
| 2:13,40 | Sebastian Coe       | Wielka Brytania   | 1 lipca 1980(dts)         | Oslo           |
| 2:12,18 | Sebastian Coe       | Wielka Brytania   | 11 lipca 1981(dts)        | Oslo           |
| 2:11,96 | Noah Ngeny          | Kenia             | 5 września 1999(dts)      | Rieti          |

### Kobiety[2]
| Wynik   | Zawodniczka            | Reprezentacja   | Data                     | Miejsce    |
| ------- | ---------------------- | --------------- | ------------------------ | ---------- |
| 3:17,4h | Georgette Lenoir       | Francja         | 6 sierpnia 1922(dts)     | Paryż      |
| 3:12,0h | Lucie Bréard           | Francja         | 20 sierpnia 1922(dts)    | Paryż      |
| 3:08,2h | Edith Trickey          | Wielka Brytania | 4 sierpnia 1924(dts)     | Londyn     |
| 3:06,6h | Lina Radke             | Niemcy          | 24 sierpnia 1930(dts)    | Brieg      |
| 3:04,4h | Gladys Lunn            | Wielka Brytania | 16 maja 1931(dts)        | Londyn     |
| 3:02,5h | Stanisława Walasiewicz | Polska          | 8 października 1933(dts) | Katowice   |
| 3:00,6h | Gladys Lunn            | Wielka Brytania | 23 czerwca 1934(dts)     | Birmingham |
|         |                        |                 |                          |            |
| 2:30,67 | Christine Wachtel      | NRD             | 17 sierpnia 1990(dts)    | Berlin     |
| 2:29,34 | Maria Mutola           | Mozambik        | 25 sierpnia 1995(dts)    | Bruksela   |
| 2:28,98 | Swietłana Mastierkowa  | Rosja           | 23 sierpnia 1996(dts)    | Bruksela   |